# Olduvaiense
Olduvaiense é o termo usado em arqueologia para se referir às primeiras indústrias líticas dos hominídeos durante o período Paleolítico Inferior, na África. A denominação refere ao sítio arqueológico mais importantes de tais indústrias: a Garganta de Olduvai, na Tanzânia.
O termo Olduvaiense pode ser considerado equivalente ao que fora da África foi chamado de Pré-Acheulense, Paleolítico Inferior Arcaico ou Cultura dos Seixos Talhados (Pebble culture, em inglês) e Modo técnico 1; porém, no continente africano os vestígios arqueológicos são sensivelmente mais antigos.

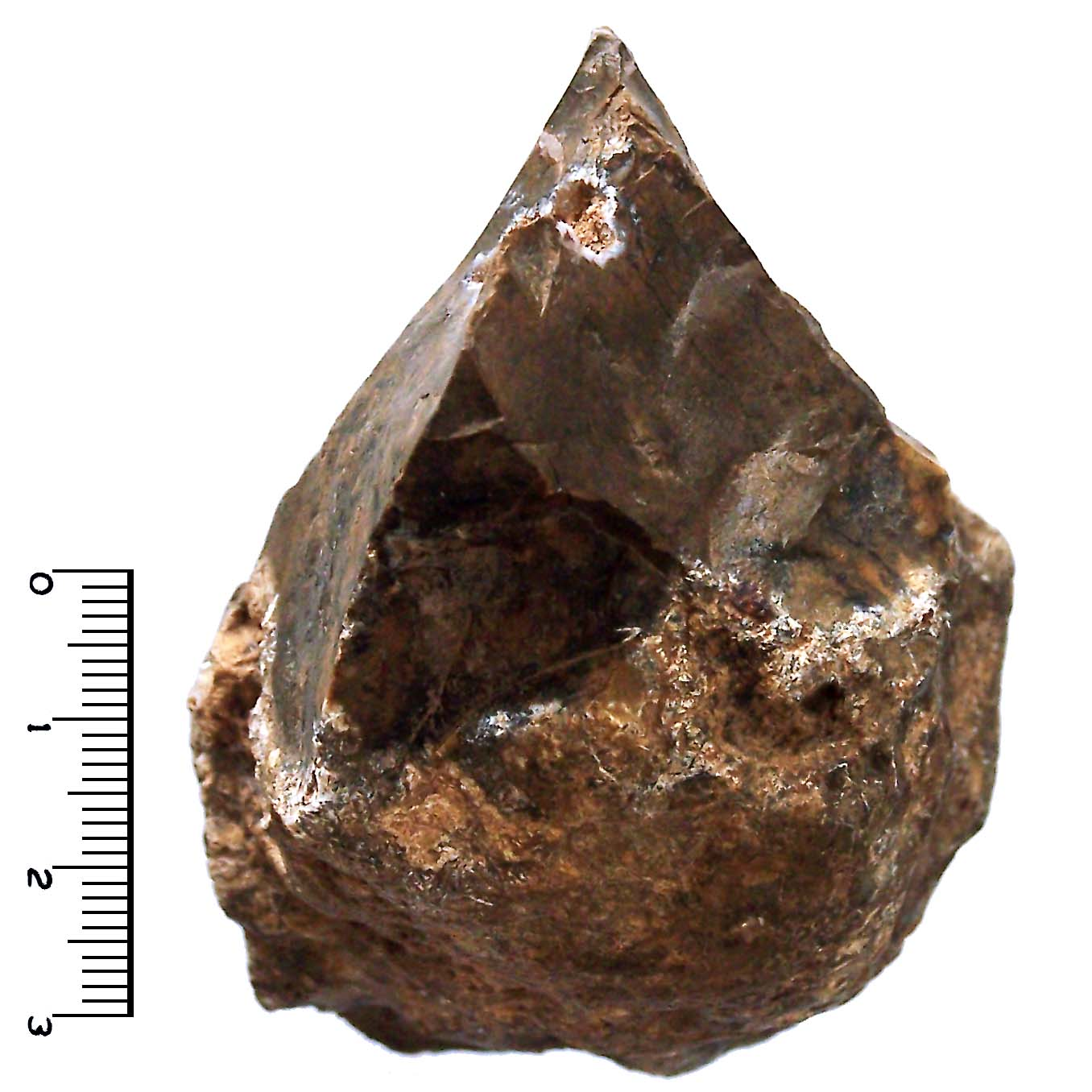
Seixo talhado de tradição Olduvaiense

A respeito dos primeiros utensílios fabricados por hominídeos, ficam ainda alguns interrogantes. Primeiro, a questão de qual foi a primeira espécie em elaborar ferramentas e se tal rasgo é suficiente como para considerar tal espécie dentro do gênero Homo. Em segundo lugar, não se pode afirmar, ao menos para os vestígios mais antigos, que se trate de ferramentas fabricadas por alguém consciente do que fazia.
As primeiras referências a indústrias humanas extremamente antigas na África são devidas a E. J. Wayland, que estudou na antiga Rodésia do Norte (atual Zâmbia) um sítio arqueológico à beira do rio Kafue, pelo qual batizou a fácies cultural como Kafuense, que depois volveu a encontrar em Uganda; ambas eram zonas pertencentes ao Império britânico. O Kafuense está sendo questionado como cultura independente.
A descoberta científica, pelo outro lado, deve-se ao trabalho de Louis Leakey na década de 1930 e de 1940. Leakey trabalhou na Garganta de Olduvai, contrastando solidamente os seus resultados, que serviram de efeito multiplicador para fazer a conhecer outras indústrias similares, sobretudo no leste, sul e norte da África.
Contudo, atualmente a maior parte dos achados aconteceram na superfície, raramente associáveis a uma estratigrafia fiável que permita uma datação precisa e o estabelecimento de uma sequência evolutiva (por exemplo, o curso alto do rio Semliki, no Congo, Fejej, na Etiópia ou Uádi Saura na Tunísia). Em esses casos, os poucos sítios escavados e bem datados servem como referência para balizar aqueles outros por meio de analogias, quase sempre tipológicas.
Considerando o desaparecimento das ferramentas de materiais perecíveis como a madeira ou o osso, a panóplia Olduvaiense mais pura fica limitada ao seixo talhado (entendido como ferramenta, como núcleo ou como ambas as coisas) e a lasca (retocada ou não), embora se acrescentem novos tipos líticos à medida que este evolui, cada vez mais especializados e sofisticados.

## Sítios Olduvaienses africanos
| Douar Doum Tardiguet-er-Rahla Sidi Abderrahman Aïn Hanech Uádi Saura Aulef Reggan Djourab Bah o Ghazal Kada Hadar Kada Gona Melka Kunturé rio Omo Lokalalei Karari Koobi Fora Senga Nyabusosi Kanjera Peninj Olduvai Lago Malawi rio Kafue Makapansgat Kromdraai Sterkfontein Swartkrans Taung |

Os sítios com as mais antigas indústrias humanas encontram-se, precisamente, no mesmo espaço onde parece que teve lugar a evolução humana. Isto se deve ao fato de nestas zonas as condições de conservação dos fósseis serem excepcionais, ao qual se une uma maior facilidade para a prospecção arqueológica. Talvez outros lugares da África, atualmente cobertos por selvas, com umas condições pouco adequadas para a fossilização ou mais inacessíveis às pesquisas, também puderam ter sido palco do desenvolvimento deste grande complexo cultural.

### África oriental
Trata-se de uma zona pertencente ao vale do Rift africano, com uma orografia acidentada e uma história geológica muito rica, na qual o vulcanismo desempenha um papel primordial. Os fenômenos de sedimentação devidos à ação fluvial ou lacustre geraram numerosos estratos que fossilizaram restos de fauna e rastros de atividades dos hominídeos humanos e pré-humanos. Estes sedimentos de arenito costumam estar intercalados com coladas vulcânicas ou camadas de cinza que permitem correlacionar e estabelecer datas por diversos métodos. As contínuas fraturas e balanceamentos dos blocos tectônicos, junto à erosão por parte dos atuais cursos d'água, têm posto ao ar livre os sítios com fósseis com muitos metros de potência e milhões de anos de antiguidade. Amiúde, uma simples tormenta pode tirar à tona uma grande quantidade de fósseis, coisa que pode ocorrer em curtos lapsos de tempo.

#### Etiópia

##### Afar
A depressão de Afar é uma das muitas fossas tectônicas que formam o vale do Rift africano; por ela flui o rio Awash, que erodiu sedimentos, deixando um antigo lago flutuante durante o Plioceno e o Pleistoceno. A erosão fez aflorar numerosos fósseis em estratos de quase 300 metros de potência e que puderam ser datados entre 4 e 2,5 milhões de anos de antiguidade. Trata-se de camadas lacustres, palustres e fluviais entremescladas com níveis de cinza vulcânica, que são os que permitem a aplicação de sistemas de datação absoluta, pelo método do Potássio/Árgon.
A zona tornou-se famosa partir da descoberta, por Donald Johanson, de um esqueleto quase completo de Australopithecus afarensis, conhecido mundialmente como Lucy. Mas desde o ponto de vista da indústria destacamos alguns sítios primordiais:
- No arroio de Kada Gona apareceram uma vintena de objetos indubitavelmente talhados, e no arroio de Kada Hadar quase uma dezena. Os dados são escassos, mas as datações situam-nos entre 2,4 e 2,6 milhões de antiguidade mínima e 2,9 milhões de antiguidade máxima. Tecnologicamente ambos os locais são muito similares, possuem seixos talhados, poliedros parciais, núcleos muito toscos e escassas lascas.[5]

- No trecho alto deste rio, a sul de Addis Abeba, destaca-se o conjunto arqueológico de Melka Kunturé, cuja indústria lítica pôde ser datada com fiabilidade, ao aparecerem em estratos subjacentes a sedimentos vulcânicos. Melka Kunturé difere dos restos do Awash meio pela abundância de produtos de lascado. Pelo outro lado, junto às peças líticas apareceu o úmero de um hominídeo que poderia pertencer a alguma espécie similar ao Homo erectus.[6] Entre os sítios mais destacáveis do complexo figura o de Gomboré I; nele foi escavado um nível com mais de dois milhões de anos, com utensílios líticos consistentes em percutores (ou, melhor dito, seixos com rastros de percussão), seixos talhados, poliedros, raspadeiras…, e núcleos e numerosos resíduos de talhe. Neles observam-se traços estreitamente relacionados com o possível nascimento do Acheulense. Gomboré I também tem restos de Homo habilis e existe uma estrutura artificial, o que parece ser um abrigo de seixos para se proteger do vento. Assim mesmo o sítio de Garba IV, que tem um nível antigo com restos de australopitecíneos e outro nível superior que poderia ser atribuído a um Olduvaiense evoluído, já que entre as suas peças, além de seixos talhados, há bifaces e machados de mão, embora sejam escassos.

##### Rio Omo

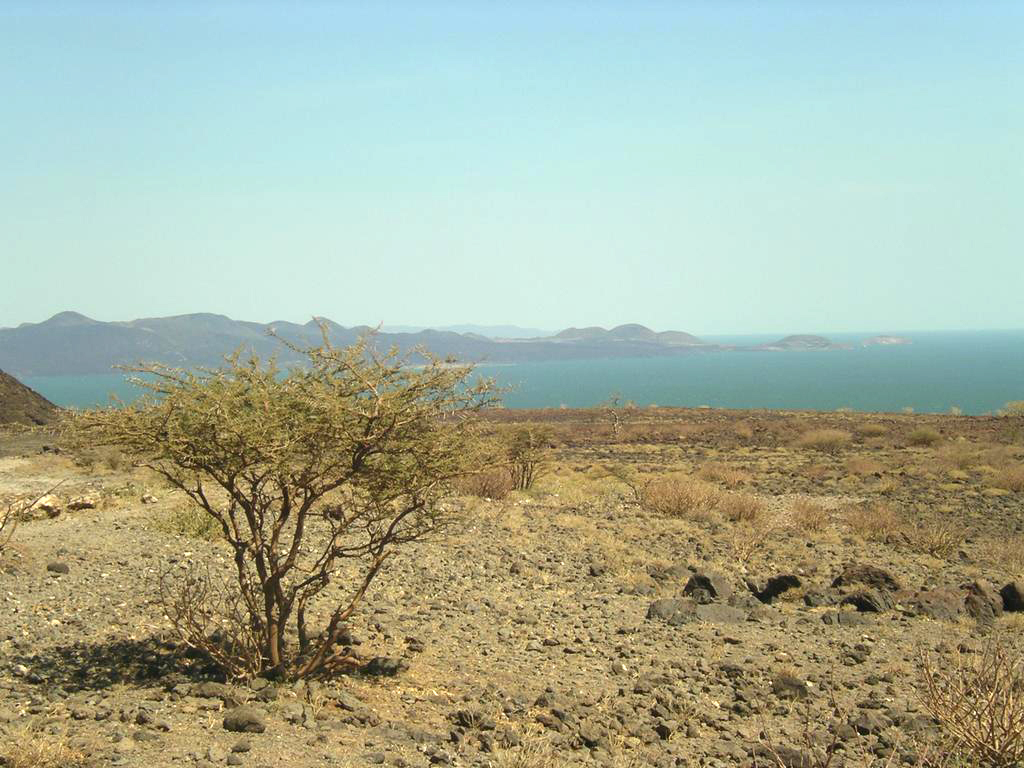
Paisagem à beira do lago Turkana

A formação Shungura, situada a norte do lago Turkana, é uma estrutura geológica de mais de 800 metros de espessura e 200 km², com estratos muito regulares; neles foi aplicada a técnica de datação por Paleomagnetismo, indicando uma idade entre 2,5 e 1,8 milhões de anos. As peças de datação mais antiga, relacionadas com a Formação Shungura, foram postas ao ar livre pela erosão do rio Omo: localizaram-se vários sítios com peças talhadas, de 2 até mais de 2,5 milhões de anos, associadas a restos de australopitecíneos e o denominado Homo rudolfensis (que a princípio foi qualificado como Homo habilis). Não somente se encontraram os onipresentes seixos talhados (um seixo talhado do sitio de Omo 71 é datado em mais de 2,3 milhões de anos) nos quais, segundo os estudos dos Chavaillon, preludiam as principais formas do Paleolítico Inferior mais avançado. Aparecem, junto a eles, numerosas lascas, algumas delas com rastros de uso ou retocadas em forma de raspadeiras e toscos perfuradores. Alguns destes objetos conservam rastros de uso. Ocasionalmente, encontraram-se pequenas esquírolas de quartzo e jaspe, também com retoques (o sítio de Omo 123 deparou milhares de objetos talhados in situ com cerca de 2 milhões de anos).

#### Quénia

##### Koobi Fora
Descoberto por Richard Leakey, na margem leste do lago Turkana, e escavado em colaboração com Glynn Isaac, é um dos mais importantes sítios arqueológicos à beira do lago Turkana, e relaciona-se estreitamente com a indústria dos leitos I e II de Olduvai, aos que se atribuiu uma idade entre 1,5 e 2,5 milhões de anos, se bem que o nível mais frutífero corresponda, grosso modo, a 2 milhões de anos. Esta indústria, além disso, associa-se a restos de fauna (sobretudo hipopótamo, mas também elefante e javali) com marcas de ter sido intencionalmente trociscados, o qual não implica necessariamente que tenham sido peças de caça. Muitas das lascas recolhidas aparecem com retoques marginais, pelo qual não se descarta que fossem objetos casuais ou acidentais.

##### Karari
Karari também se situa à beira do lago Turkana e a sua indústria é mais abundante que a de Koobi-Fora. Esta vez talhada em rochas vulcânicas, mais abundantes e menos tenazes (ou seja, mais fáceis de talhar) que o quartzito. As peças são muito simples, de pequeno tamanho e algumas com claros rastros de uso. Poucas delas encaixam na tipologia clássica. Junto a elas, há restos de ossos fraturados intencionalmente por percussão - talvez para extrair a medula— ou com rastros de cortes de descarnado, estes foram datados entre 1,6 e 1,2 milhões de anos.

##### Kanjera
Situado numa península do lago Vitória e escavado por Thomas Plummer e uma equipa multidisciplinar em datas recentes, de jeito que os resultados da pesquisa são, por enquanto, provisórios. É um sítio arqueológico pequeno, mas com uma enorme densidade de achados datáveis por volta de dois milhões de anos. Com cerca de 4500 objetos líticos e de 3000 espécies faunísticas identificadas, é o sítio Olduvaiense mais rico da África, com Olduvai e Sterkfontein (embora as suas características sejam muito diferentes).

#### Tanzânia

##### Garganta de Olduvai
É o sítio epônimo da cultura Olduvaiense, por ser o primeiro conhecido em profundeza, graças aos trabalhos da dinastia Leakey, com visitas e descobertas esporádicas desde a década de 1930, e por existir trabalhos intensivos desde princípios da década de 1960, sob o mecenato da National Geographic Society.
Mas que um sítio, trata-se de um enorme complexo arqueológico com muitos sítios situados no canhão perfurado pelo rio Olduvai, atacando uma série de níveis plio-pleistocenos inter-estratificados com coladas vulcânicas na ampla planície do Serengueti, perto do lago Eyasi.

A garganta de Olduvai 2011

Identificaram-se cinco grandes estratos, com extraordinários resultados em achados tanto de indústria lítica, quanto de restos de fauna, destacando-se os restos de hominídeos de diversas espécies. Ao Olduvaiense correspondem os dois primeiros níveis, o restante já seriam acheulenses ou posteriores.
- No leito I, onde se localizaram diversas espécies de Australopitecíneos e fauna própria de um ambiente úmido com 1,8 milhões de anos de idade. Na indústria abundam os seixos talhados (mais da metade das peças talhadas), seguidos de poliedros e peças discordes (juntas atingem uma décima parte), assim mesmo há poliedros evoluídos, os quais podem denominar-se esferoides (6%). Embora representem menos de 2%, é significativa a presença dos primeiros bifaces.
- O leito II inicia-se com um breve câmbio de polaridade magnética à que sítio arqueológico também dá nome (episódio Olduvai-Gisla, dentro da fase geral de polaridade negativa denominada Matuyama). Este nível corresponderia a uma fase evoluída do Olduvaiense (entre 1,6 milhões e 700 000 anos) no qual se aprecia um descenso na proporção de seixos talhados (baixam à terceira parte) frente às ferramentas sobre lasca e os primeiros bifaces. Assim mesmo, há alguns objetos, possivelmente ferramentas, fabricados com osso, entre eles um suposto polidor e um osso polido pelo uso. No topo deste leito II, existe uma fase que, para alguns autores, é uma variedade arcaica de Acheulense.

O Olduvaiense pôde ser associado a Homo habilis ao menos em onze sítios.

##### Peninj
Este complexo de onze sítios, próximos entre si, foi descoberto por Richard Leakey ao encontrar uma mandíbula de Paranthropus robustus em 1964. Está sendo escavado, desde datas recentes, por um grupo internacional dirigido por especialistas espanhóis formados no seio da equipa de Atapuerca. O lugar encontra-se no lago Natron, a norte da Tanzânia, junto à fronteira da Quénia, a poucos quilômetros de Olduvai. Os achados incluem restos de fauna, ferramentas próprias do Olduvaiense evoluído e uma mandíbula de hominídeo. O conjunto é datado a partir da microfauna e da aplicação do método do Potássio/Árgon a uma camada vulcânica infra-jacente, conhecida como Rocha porosa 1 de Argilas Arenosas Superiores, pertencente à formação geológica Humbu, cuja cronologia estima-se dentre 1,6 e 1,4 milhões de anos,. A indústria de Peninj é muito avançada, demonstrando a existência de habilidades tecnológicas mais complexas do que em outros lugares análogos como Koobi Fora. A tendência à estandardização tipológica dos utensílios e a capacidade para extrair lascas com formas e tamanhos concretos são algumas das suas características mais notáveis. Mesmo se propõe que os hominídeos deste sítio teriam sido capazes de obter lascas predeterminadas, proporcionando um antecedente ancestral do método Levallois, que se vinha considerando próprio de um Acheulense pleno, ou seja, de épocas muito posteriores.

### África austral
Nos primeiros momentos da pesquisa pré-histórica da África Austral, a descoberta do conhecido menino de Taung, Raymond Dart propusera a existência de uma indústria sobre osso tão rica quanto primitiva e que recebeu o nome de cultura Osteodontoquerática (de osteos =osso, dontos =dente e keratos =corno), formada por peças oportunistas superficialmente adaptadas para o uso humano. Pouco depois, demonstrou-se que esta cultura não existia e que o que Dart identificara como marcas de atividade humana não eram senão restos deixados por carniceiros ao consumir os cadáveres de alguns animais ou desgastes devidos a deformações naturais (alterações tafonômicas).
Descartada, pois, a mal chamada indústria Osteodontoquerática, não faltam achados de transcendência equivalente aos do Leste da África, medidos cronologicamente também graças aos restos vulcânicos ou à geomorfologia karstica e da sedimentação fluvial do rio Vaal. Ali sobressaem os sítios de Sterkfontein, Swartkrans, Kromdraai e, mais a norte, em outro complexo, Makapansgat. Pela sua vez, em Taung já não existe o sítio, devido à excessiva exploração industrial como canteira.

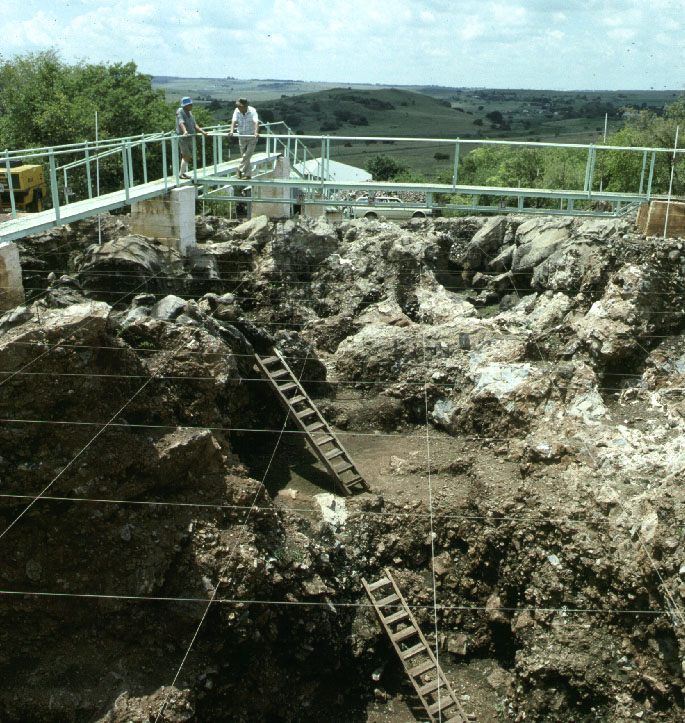
Escavações na caverna de Sterkfontein

Sterkfontein, Swartkrans e Kromdraai distam tão somente centenas de metros entre si, formando um insólito conjunto paleontológico e arqueológico na comarca de Krugersdorp (a meio caminho entre Johanesburgo e Pretória, África do Sul), que foi catalogado como patrimônio da humanidade sob o apelativo genérico de "Berço da Humanidade". Este complexo alberga tanto restos de australopitecíneos como diversos espécimes do gênero Homo, bem como indústria lítica Olduvaiense.
- Sterkfontein, além de ser o sítio mais frutífero em fósseis de hominídeos pré-humanos do mundo, possui estratos datados entre 2 e 1,5 milhões de anos onde há objetos líticos talhados associados a fósseis de Homo habilis e de australopitecíneos.
- Swartkrans, a pouco mais de um quilômetro do anterior; nesta caverna, também muito rica em fósseis, os restos de indústria lítica somente aparecem associados a paranthropus e ao que parece ser restos de Homo erectus, o que propugnou a controvérsia sobre quais eram "os caçadores e os caçados".[12] Swartkrans também é um lugar notório por conter a evidência mais antiga de uso do fogo por parte de hominídeos. Em efeito, há restos de ossos carbonizados intencionalmente, datados, por ressonância paramagnética eletrônica, em 1,5 milhões de anos; ignora-se se o emprego do fogo foi casual, ou já se dominava a sua técnica; também não se pode atribuir o seu uso a nenhuma espécie em concreto. De qualquer jeito, «A camada superior da caverna de Swartkrans é, portanto, uma mistura enganosa de material antigo e novo».[13]
- Kromdraai, chamada a Caverna maravilha pelo seu imenso tamanho. Apesar dos fósseis de australopitecíneos, é o sítio arqueológico com menos indústria Olduvaiense, embora a ocupação se estendesse até períodos muito mais recentes.

Algo mais afastada desta densa região em fósseis encontra-se Makapansgat, uma cavidade cárstica recheada possivelmente pela erosão ou pela ação de grandes carniceiros, entre eles hienas. Por essa razão, talvez, os restos aparecidos são unicamente de hominídeos fósseis, sem haver ferramentas associadas a eles. Algo similar ocorreu em lugares emblemáticos como Taung, Gladysvale, etc.

### Norte da África

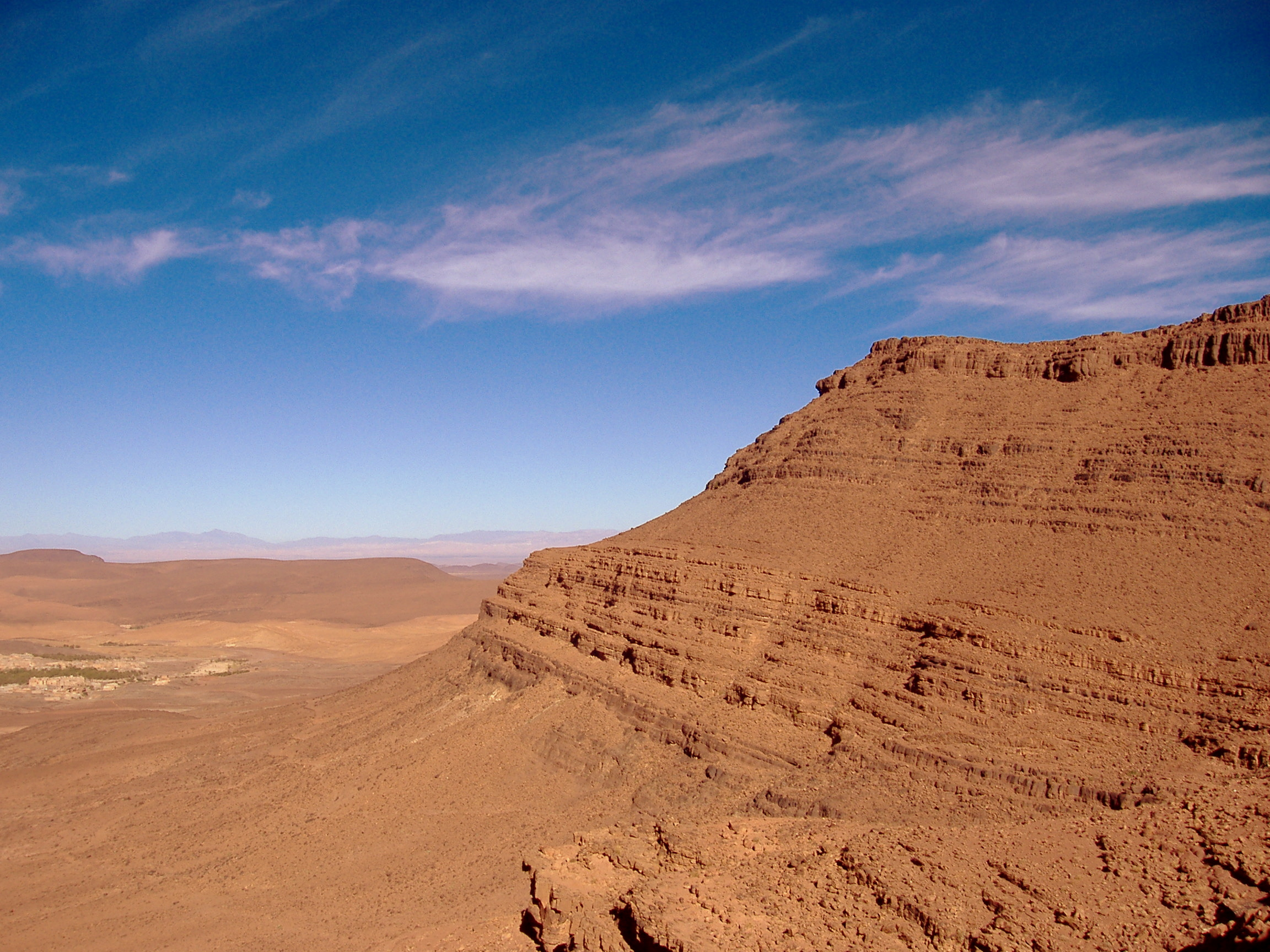
Estratos Pliocenos de Marrocos

Antes da dessecação do deserto do Saara, o norte da África pôde conhecer todas as fases da Idade da Pedra, do Olduvaiense até o Neolítico.

#### Marrocos
Na zona do Magrebe, de Tânger a Casablanca, pôde ser estabelecida uma sequência relativamente completa do Paleolítico Inferior, incluindo várias fases Acheulenses e Olduvaienses. Pierre Biberson dividiu esta sequência em Estádios, dos quais quatro são anteriores ao Acheulense propriamente dito: os estádios I e II são tipicamente Olduvaienses, os estádios III e IV são mais evoluídos e poderiam indicar uma transição paulatina ao Acheulense. Nessa época o Magrebe teve um clima menos rigoroso do que o atual.

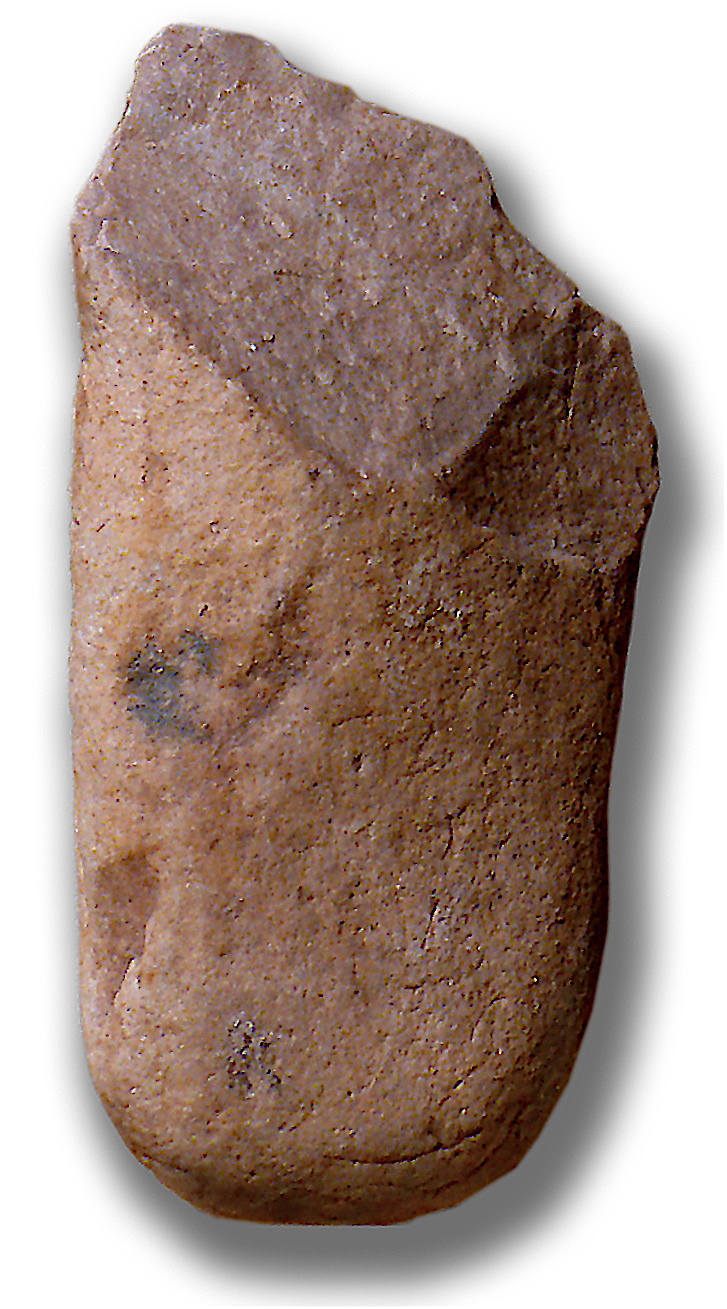
seixo talhado do Saara atlântico

- Estágio I: com uma cronologia estimada dentre 2,5 e 2 milhões de anos, destacam-se os sítios de Douar Doum e Tardiguet-er-Rahla. Tecnologicamente são correlacionáveis com as indústrias da formação Shungura: predominam os seixos talhados muito superficiais, geralmente mono-faciais.
- Estágio II: aparece em praias fósseis dentre 2 e 1,8 m. a. Das cercanias de Casablanca (a Canteira Déprez). Não é muito diferente tecnicamente do estágio anterior, salvo por uma maior bi-facialização do talhe. Também aparecem alguns poliedros parciais. Esta indústria acostuma acompanhar-se de uma malaco-fauna própria de um estágio paleoclimático interpluvial (Messaudinse).

Estes dois estádios pré-achelenses com indústrias de caráter arcaico são muito similares, a evolução é apenas perceptível. O predomínio do talhe monofacial, mais que um traço primitivo, parece relacionado com a matéria prima: seixos planos de talhe superficial.
- Estágio III: Desenvolveu-se há entre 1,8 e 1 milhão de anos, em sítios como Souk-el-Arba. Tecnicamente é um Olduvaiense evoluído, que se relaciona com fases intermédias da formação Shungura e com o leito II de Olduvai, bem como com as indústrias do sítio de Aïn Hanech. Embora perdurem numerosos traços de estádios anteriores, as peças estão mais bem elaboradas, predomina o talhe bifacial, as extrações são mais numerosas, obtendo fios mais longos. As ferramentas diversificam-se, de fato na zona de Salé, Biberson discriminou uma denominada mini-indústria e outra máxi-indústria, sem especificar se são independentes, contemporâneas ou sucessivas. Mas estão em relação com a distinção que fazia Mary Leakey das peças do próprio sítio de Olduvai: Heavy-duty tools e Light-duty tools.
- Estágio IV: este já seria uma fase de transição ao Acheulense, ocorrida em torno ao milhão de anos (portanto, já existe um pouco de atraso a respeito de África oriental). Destaca-se o sítio arqueológico de Sidi Abderrahman (nível G) com uma clara orientação para o Acheulense, com presença dos primeiros bifaces (trata-se de peças toscas, grossas, de talhe parcial e escassa simetria); se bem que seguem sendo uma mínima parte frente aos seixos talhados, os poliedros e, mesmo, os picos triédricos.

#### Argelia
- Aïn Hanech (Sétif, Argelia oriental): a indústria lítica deste sítio argelino datar-se-ia dentre 1,8 e um milhão de anos (como supracitado, correlacionar-se-ia com o Estágio III de Biberson para Marrocos e com o leito II de Olduvai):

Na escavação apareceram restos de fauna muito arcaica, com ao menos dois tipos de elefantes (Elephas africanus e Libytherium maurusium), um cavalo tridátilo (Stylohipparion), um tigre de dentes de sabre, etc.; aparentemente, espécies residuais do Plioceno. Os objetos líticos caracterizam-se por uma infrequente abundância de poliedros tão elaborados que seria mais próprio denominá-los esferoides formatações; também há proto-bifaces de aspeto tosco que lembram os seus correlativos de Olduvai.
O Saara central tem abundantes sítios, o que implica que deveu ter um clima mais hospitalar do que o atual. Contudo, estes locais carecem das referências estratigráficas, tectônicas e, especialmente, das camadas vulcânicas, que permitem as datações fiáveis na África oriental. Isto dificulta a sua situação crono-cultural. Os investigadores intentam basear-se nos terraços aluviais dos numerosos uádis e em comparações tipológicas com sítios melhor datados. Assim, Alimen e Chavaillon consideram que os utensílios se podem correlacionar com os estádios I e II do Magrebe, propostos por Biberson. O complexo mais conhecido é o da região de Reggan (entre a Argélia e Líbia), onde há numerosos seixos talhados, mas sem referências estratigráficas fiáveis. O mesmo ocorre com Gouir e Saoura, bem como com vários lugares das cercanias do lago Chade (Djourab) e à beira do rio Nilo (Bah el Ghazal, Sudão)

## A tradição Oduvaiense fora da África
Dada a enorme duração temporária do Olduvaiense, bem como a sua enorme extensão geográfica, mais que de uma "Cultura Olduvaiense" os especialistas preferem pensar que é um complexo de diversas culturas que compartilham uma mesma tradição cultural. Em efeito, o que se entenderia, em sentido amplo por Olduvaiense poderia durar mais de 1,5 milhões de anos. Também não há forma de comprovar quem talhou as primeiras indústrias, somente se sabe que aparecem associadas a fósseis de vários hominídeos diferentes, alguns não necessariamente humanos.
Aceitando que a mesma tecnologia pôde ter sido usada por espécies diferentes, caberia a possibilidade de aplicar o qualificativo "Olduvaiense", a indústrias líticas, algo posteriores, que apareceram na Ásia e na Europa e que, a miúdo, precedem o Acheulense:

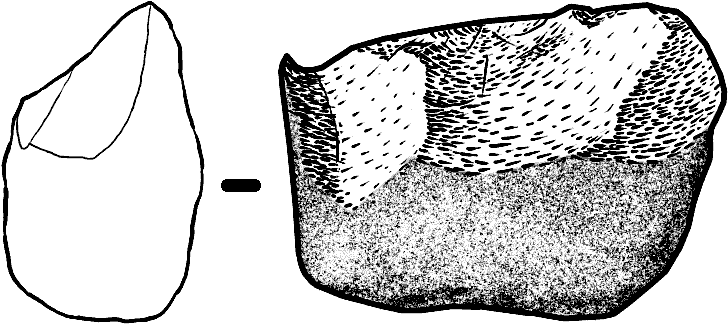
Seixo talhado de Dmanisi (Geórgia)

- Os lugares situados na Ásia com culturas de tradição Olduvaiense estendem-se por todo o continente, mesmo até o Extremo Oriente, com uma antiguidade considerável. Talvez as indústrias de Java, apesar da sua distância do ponto originário, sejam as mais antigas, assinalando especialmente os sítios do rio Solo destacam, não somente o clássico sítio de Trinil, descoberto por Eugène Dubois, aos que se teria de acrescentar Sangiran e Modjokerto, datados em 1,8 milhões de anos para o sítio chinês da caverna de Longgupo propõem-se datações mesmo anteriores (1,9 milhões de anos).[18] No Médio e no Próximo Oriente temos Riwat (Paquistão) e Kashafrud (Irã) que, talvez, poderiam atingir os dois milhões de anos (embora isto é muito discutível) e sobretudo Dmanisi (Geórgia), onde a indústria deste tipo, associada a vários crânios, foi datada entre 1,85  e 1,6 milhões de anos de antiguidade;[19] e um pouco mais recentes em Ubeidiya (Israel), com perto de milhão e meio.[20]

- Em Europa existem defensores de uma cronologia longa baseada em sítios arqueológicos muito escassos, mais repartidos por todo o subcontinente, datáveis em, pelo menos dois milhões de anos de antiguidade. Por exemplo, na depressão de Guadix-Baza na Espanha ("Barranco León" e "Fuente Nueva 3"Cortijo de D. Milagros), na França Chilhac III é um dos lugares com datação mais antiga, embora não totalmente fiável; também alguns pontos de Boêmia, na República Tcheca e a região de Dácia em Romênia. Mas as provas são fracas, pelo qual muitos especialistas advogam por uma cronologia mais segura, que ronda, no máximo, o milhão de anos. Neste ponto, as descobertas multiplicam-se, associam-se a estratigrafia, fauna e, mesmo restos humanos, como ocorre em Ceprano (Itália) e Gran Dolina, da Serra de Atapuerca (Espanha); le Vallonet na França; os níveis inferiores de Karlich, na Alemanha; Przeletice e Strànska Skàla na República Tcheca; Sandalja na Croácia; Korolevo na Ucrânia…; entre outros.[21]

## A primeiras culturas pré-históricas da África
As pesquisas paleoambientais determinaram que entre os 3 e os 2 milhões de anos de antiguidade houve uma importante mudança do clima global que, evidentemente, afetou ao continente africano. As consequências ambientais desta mudança foram um descenso das temperaturas e das precipitações, propiciando o retrocesso da massa florestada selvática e um aumento dos ambientes abertos de pradaria ou savana. Estas alterações poderiam associar-se ao nascimento da primeira cultura, o Olduvaiense, já que os hominídeos tiveram de adaptar -se ao novo ambiente. Os hominídeos pré-humanos tiveram de diversificar as suas fontes de alimento e mudar as suas estratégias de proteção frente aos depredadores, pois em campo aberto há menos fruta e menos refúgios.

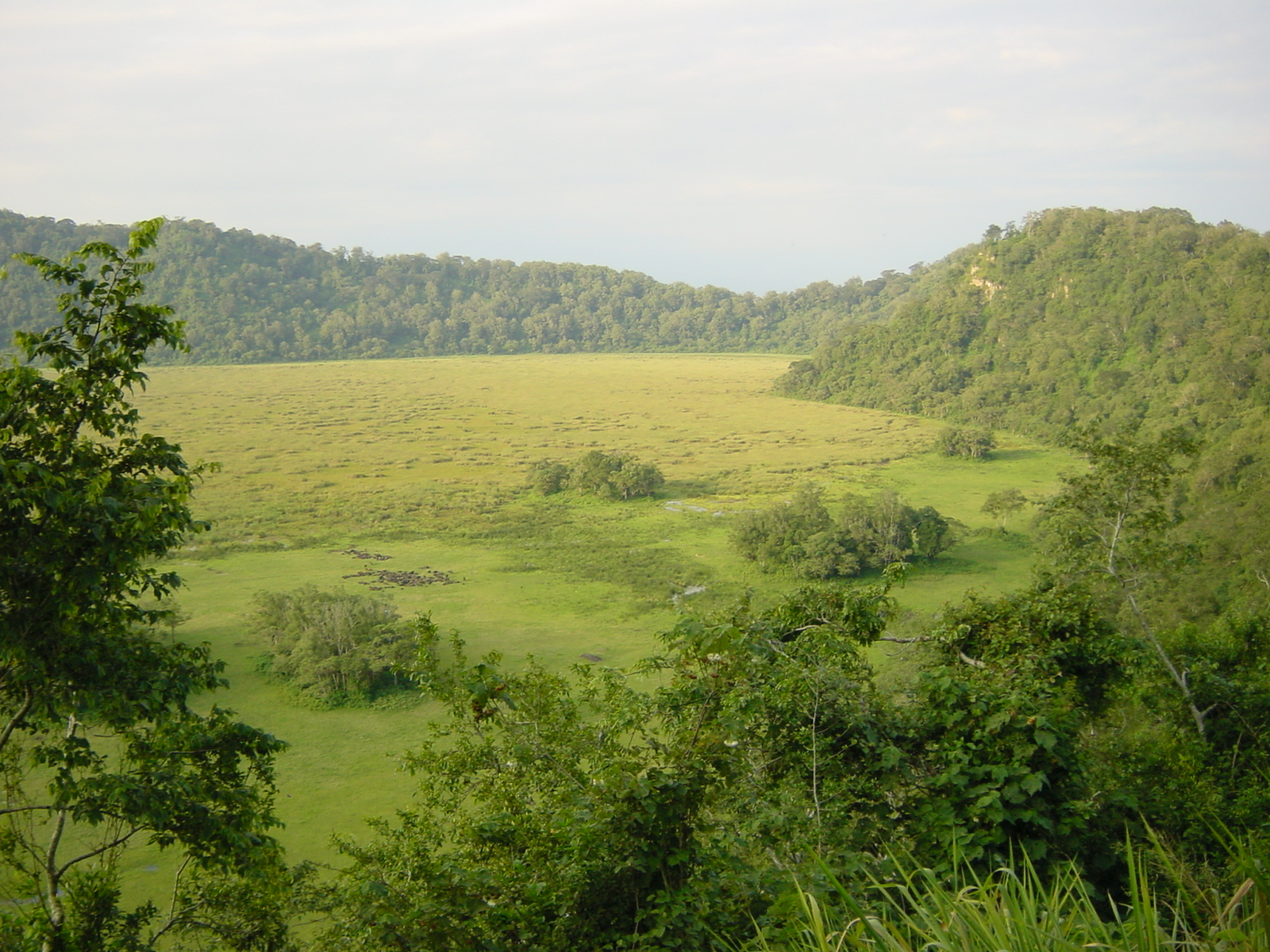
Paisagem mista de floresta e pradaria na África

A mudança do clima e o nascimento do Olduvaiense coincidem, além disso, com um terceiro fator, o declínio dos australopitecíneos gráceis, que apareceram no Leste da África faz entre 6 e 4 milhões de anos e que, embora indubitavelmente fossem bípedes e se desenvolvessem em ambientes mistos de floresta e savana, parecem depender mais das árvores para a sua sobrevivência (eram pequenos para poder trepar e a sua dentição não era o suficiente robusta como para se adaptar aos alimentos da pradaria). As últimas espécies desta família são A. garhi e A. africanus, que desapareceram em torno a 2,4 milhões de anos, data similar à da aparição dos primeiros humanos autênticos, e ligeiramente posterior à entrada em cena dos australopitecíneos robustos ou paranthropus.
Aparentemente, tanto Homo como Paranthropus dependiam menos das florestas e estavam mais preparados para a sua sobrevivência em espaços abertos, embora por razões diferentes. Os paranthropus eram mais corpulentos, mais fortes, com o qual se podiam defender melhor dos ataques; além disso, a sua mandíbula era mais poderosa, e o esmalte da sua dentição mais grosso, pelo qual podiam subsistir com os alimentos mais resistentes da pradaria (sementes, raízes, cascas, insetos, pequenos animais e carniça). Os humanos supriam as suas carências somáticas ao  disporem de ferramentas, bem como de uma vantagem social e material,  ou seja, da cultura Olduvaiense.

### O artesão Olduvaiense
Fica a questão não resolvida sobre quem fabricou as ferramentas Olduvaienses. Parece provável atribuir a fabricação destas ferramentas aos primeiros espécimes do gênero Homo, ou seja, Homo habilis (entendido em sentido amplo, incluindo também Homo rudolfensis, com o que parece estar estreitamente aparentado) e as formas ancestrais de Homo erectus (também em sentido amplo, o que implica incorporar o Homo ergaster).

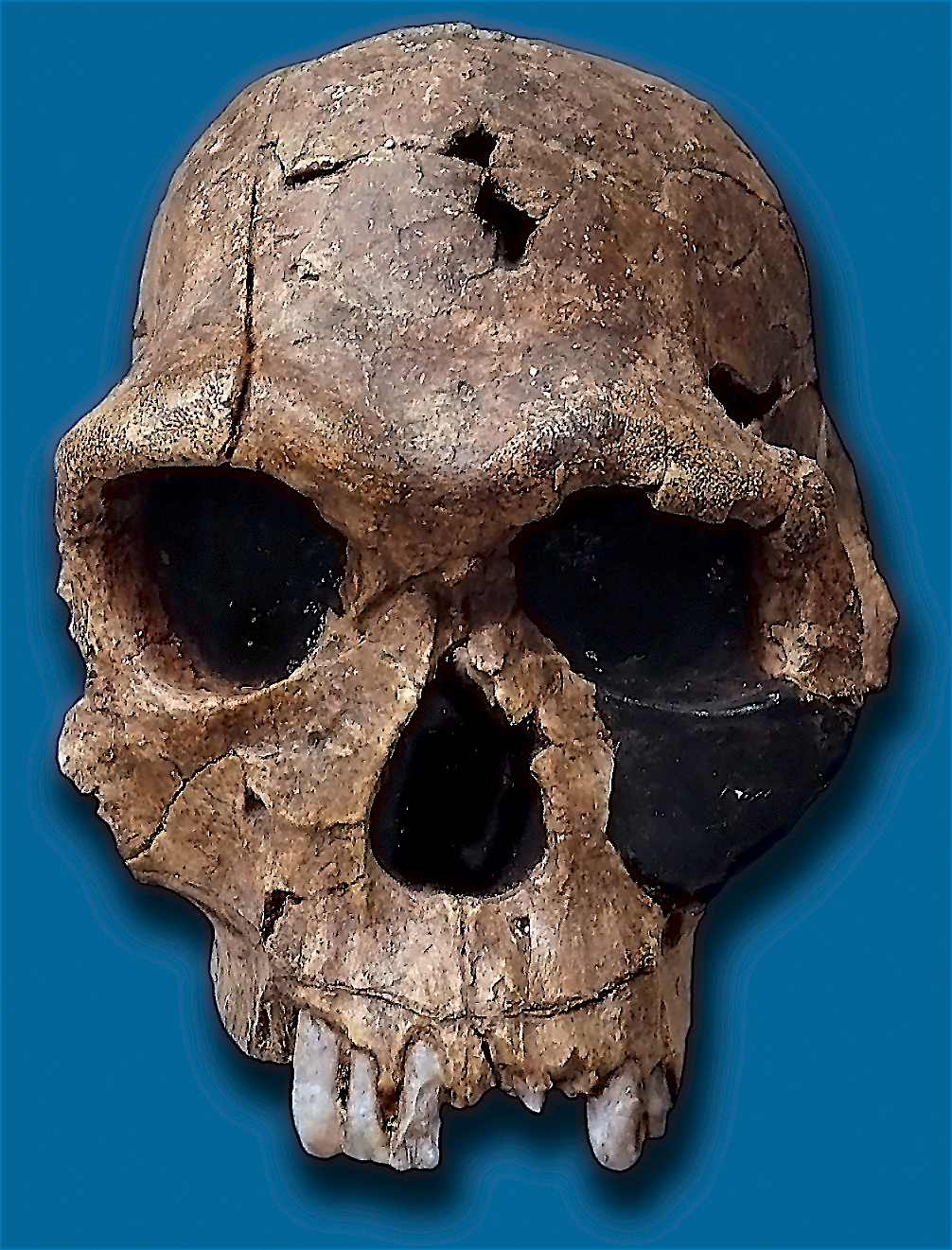
Homo habilis

Contudo, as indústrias mais antigas foram datadas no arroio de Kada Gona, Etiópia, em 2,63 milhões de anos como mínimo, enquanto os restos mais antigos de Homo, precisamente nessa mesma zona (um maxilar do Hadar), datam-se em 2,33 milhões de anos (existem restos duvidosos de Homo no lago Baringo, com 2,4 milhões de anos). Em qualquer caso, aprecia-se uma clara falta de sincronia entre evidências arqueológicas e paleontológicas. A aparição de restos de Australopithecus garhi perto de objetos talhados na depressão do Afar, na Etiópia, com 2,5 milhões de anos, suspeitou de que esta espécie pudesse ter fabricado ferramentas. Igualmente parece haver certa correlação entre os australopitecíneos robustos, Paranthropus, e o Olduvaiense da África do Sul, sendo o caso mais notável o da caverna de Swartkrans, África do Sul. Porém, os estudos tafonômicos parecem apontar a que os ossos são restos deixados por depredadores e carniceiros que consumiram hominídeos, ou os seus cadáveres (especialmente a hiena). Além disso, o tamanho do cérebro e a dentição dos paranthropus não parecem corresponder-se com um ser capaz de criar ferramentas complexas (Charlles Kimberlin Brain, 1989, op. cit.).
Perante evidências tão débeis, muitos investigadores preferem inclinar-se para a exclusividade de Homo como artesão ("Homo faber"), pois parece pouco provável que os australopitecíneos elaborassem ferramentas Olduvaienses. De qualquer modo, atualmente é impossível encher o espaço entre as primeiras ferramentas e a aparição de Homo (entre 2,63 e 2,33 milhões de anos).

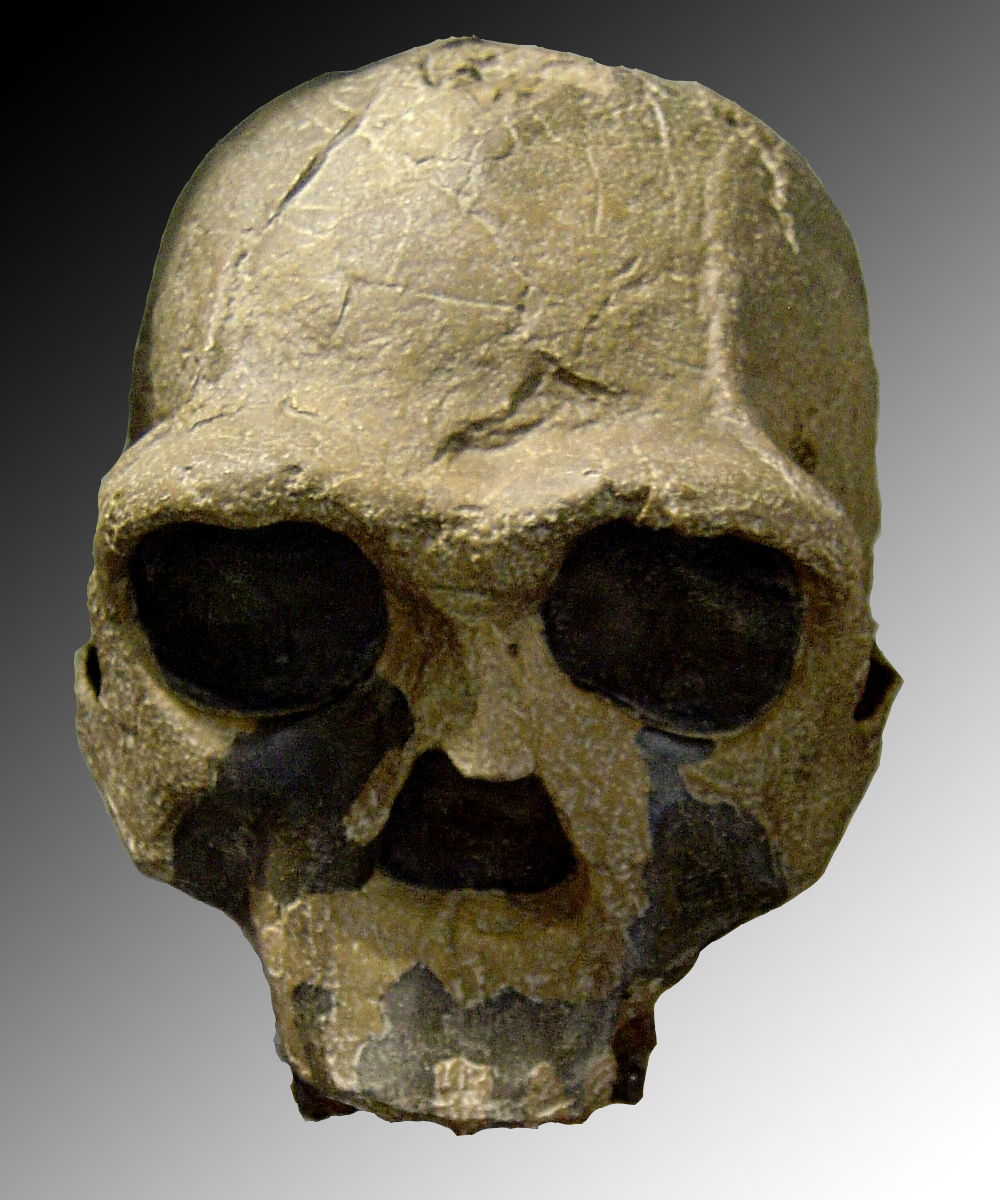
Homo ergaster

Pelo outro lado, dado que é habitual diferenciar entre uma fase Olduvaiense inicial e outra avançada, também se acostuma distinguir entre os humanos relacionados com cada etapa. Concretamente, o Olduvaiense evoluído é atribuído normalmente a formas ancestrais de Homo erectus: possivelmente o resto mais antigo deste taxon seja um fragmento de occipital designado como KNM-ER 2598 de Turkana oriental (Quénia), datado entre 1,88 e 1,9 milhões de anos; esta circunstância provocaria o passo para uma tecnologia mais diversificada e para a expansão fora da África. Para alguns autores, a colonização da Eurásia ocorreu antes da aparição do Acheulense , enquanto outros sustêm uma ideia totalmente diferente: a aparição, faz aproximadamente milhão e meio de anos, de uma nova tecnologia lítica desencadearia um solapamento de duas tradições culturais: uma mais antiga e simples, o Olduvaiense, e outra revolucionária —para a época— o Acheulense. É quase seguro que existiu uma competência ecológica, na qual o Acheulense tinha vantagem; contudo, há registro de que o Olduvaiense sobreviveu ainda centos de milhares de anos mais. Assim, há autores que suspeitam que a pressão acheulense obrigou os humanos de tradição Olduvaiense a sairem da África e começar a sua diáspora pela região holártica. Embora haja sérias dúvidas sobre quantas ondas migratórias houve e quais foram as rotas seguidas.

### A tecnologia Olduvaiense
Ao menos, houve duas importantes fases, as quais podem ser muito diferentes, dependendo do conjunto arqueológico analisado.

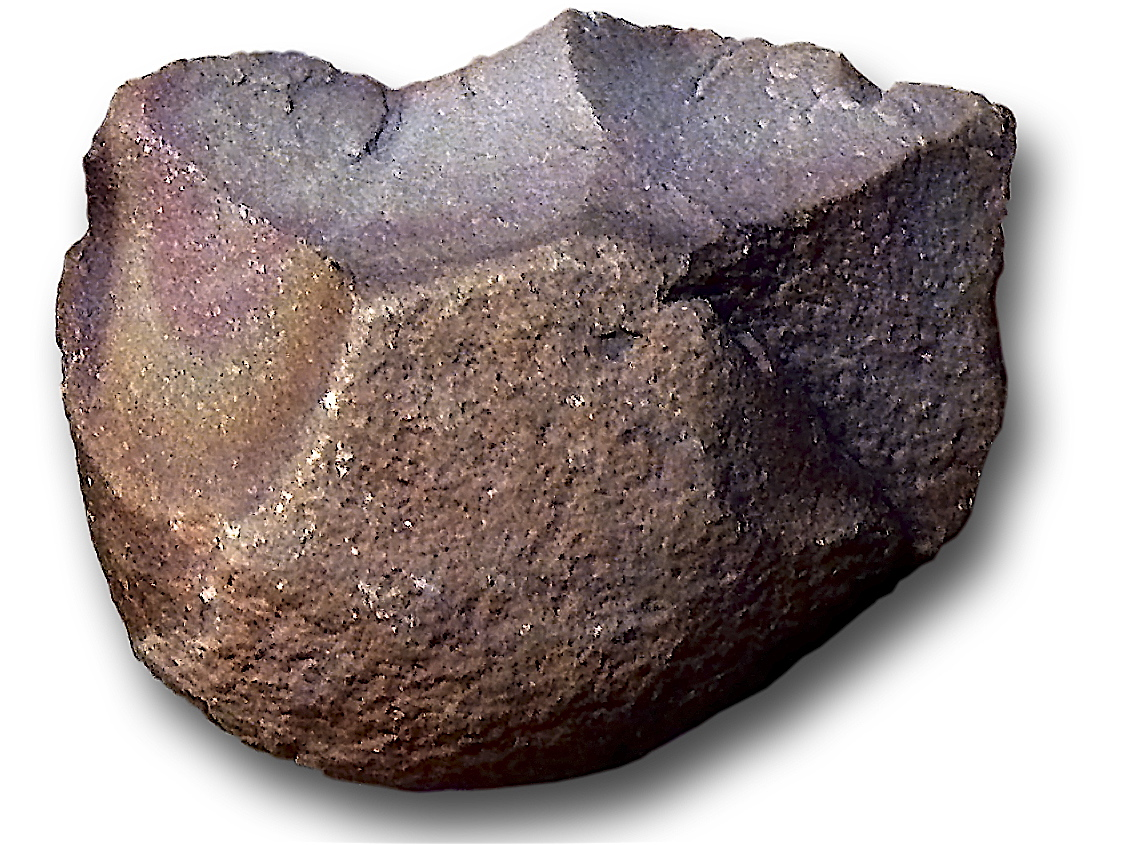
seixo talhado: objeto de talhe superficial do Olduvaiense inicial

- O chamado Olduvaiense inicial, que para certos autores é o "Olduvaiense puro", ocorreu antes de 1'5 milhões de anos e associa-se a Homo habilis (ou a espécies mais primitivas). Nesta fase há sítios como Kada Gona e Kada Hadar e em geral os lugares localizados no curso meio do rio Awash (Gomboré I), todos eles na Etiópia; na Quénia destacam-se a Formação Shungura no rio Omo e Koobi Fora, e na Tanzânia o leito I da Garganta de Olduvai e Kanjera. Já, fora destes países, sobressai o complexo sul-africano de Sterkfontein e cercanias, bem como o curso alto do rio Semiliki, na República Democrática do Congo. Possivelmente seja conveniente incluir também os sítios pior datados do norte da África, sobretudo Reggan, na Argélia, e alguns locais do litoral marroquino.
Embora também haja objetos de osso, são as ferramentas líticas que servem para definir os caracteres essenciais do Olduvaiense. Os objetos talhados em pedra aparecem sobre matérias primas e suportes muito diversos (quartzo, quartzito, riolita, andesita, basalto e outras rochas vulcânicas, chert, sílex, etc.), e o percutor testemunhado é o duro, quer passivo (bigorna ou percutor dormente), quer ativo, quer a combinação de ambos. O talhe pode ser, igualmente, quer monofacial ou bifacial (sendo este especialmente usual nos seixos talhados e nos núcleos). As peças mais características são, a princípio, simples blocos e esquírolas talhados anarquicamente; depois, aparecem os percutores, os seixos talhados, os núcleos e as lascas. Recentes estudos em sítios arqueológicos muito antigos da margem oeste do lago Turkana (Lokalalei, com mais de 2,3 milhões de anos) sugestionam que os hominídeos conheciam perfeitamente o processo de fratura das rochas e que eram capazes de agir com certa previsão, obtendo produtos preconcebidos e formalmente padronizados.[30]
Em geral, distingue-se entre três tipos de objetos: os utensílios típicos, os objetos líticos com rastros de uso e os resíduos de lascado.

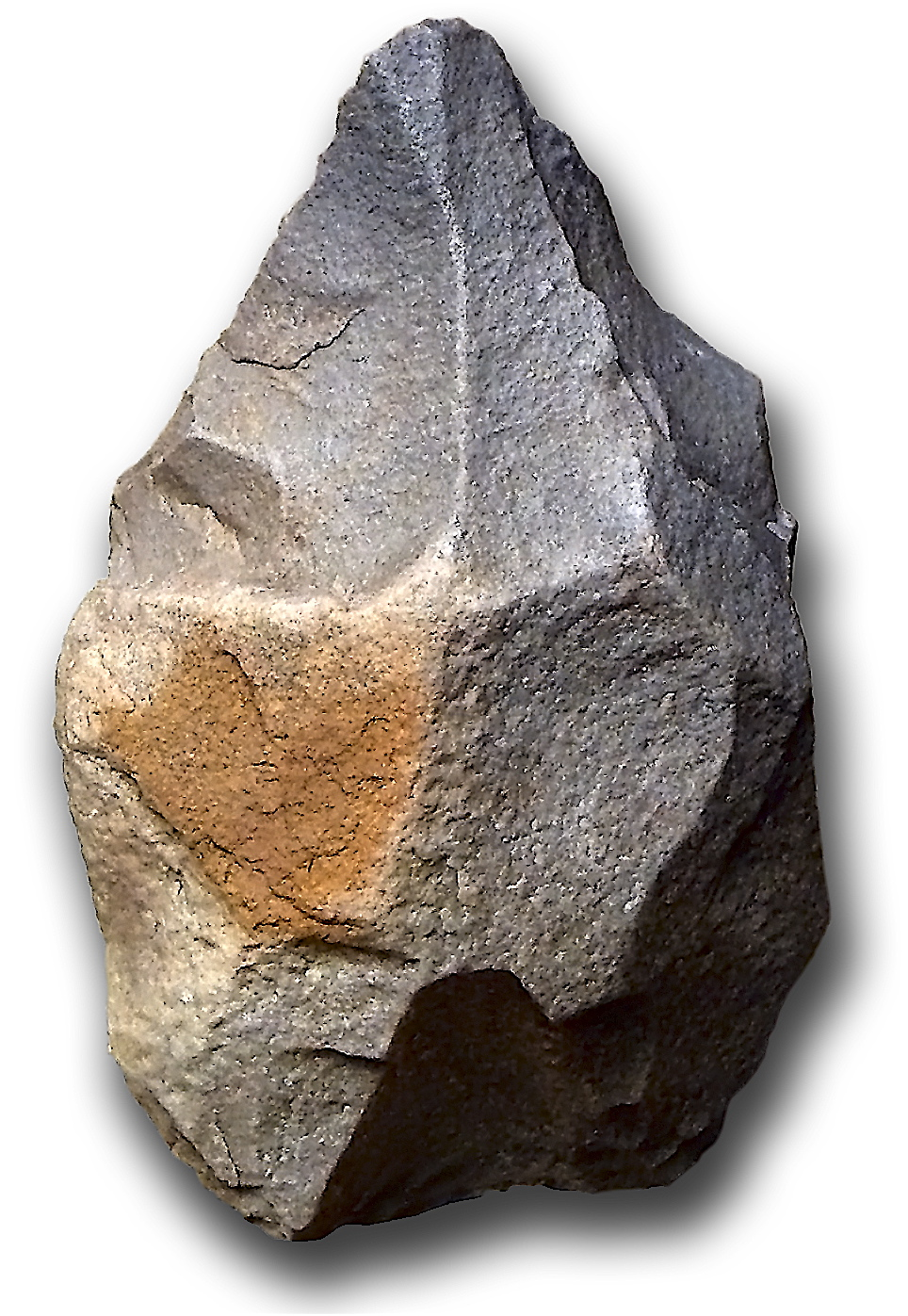
Proto-biface próprio do Olduvaiense evoluído

- O Olduvaiense evoluído é com frequência posto em dúvida, devido a que poderia tratar-se de uma fase de câmbio, de transição para o Acheulense ou, também, um Olduvaiense aculturado, influenciado pela mencionada cultura, da qual teria adotado alguns traços. Nesta etapa poderíamos citar, talvez, Melka Kunturé (Etiópia) que marcaria uma fase de transição, e com mais segurança Karari, na Quénia; o leito II da Garganta de Olduvai e Peninj na Quénia(o qual poderia indicar uma fase terminal, muito avançada); Swartkrans na África do Sul; Aïn Hanech na Argelia e Sidi Abderrahman em Marrocos. Nestes sítios, os conjuntos líticos não somente incluem numerosos objetos com talhe polifacial, mas são núcleos, sendo denominados poliedros ou esferoides formatados. Aparecem os primeiros bifaces, proto-bifaces, as picaretas triédricas e certas ferramentas especializadas sobre lasca. Por exemplo, facas, raspadeiras, denticulados, toscos perfuradores, "bigornas", etc. Como no caso de Peninj, as técnicas de extração (lascado) também se aperfeiçoam, aparecendo o talhe discoide e, provavelmente, a predeterminação ao menos parcial das lascas.

Ao contrário da etapa anterior, Mary Leakey chegou a discriminar até onze tipos líticos, à parte das lascas e de outros resíduos de lascado (núcleos). Esta investigadora sustinha que os seixos talhados —e os outros utensílios nucleares, o que ela denominava Heavy-duty tools— eram a ferramenta fundamental da panóplia Olduvaiense. Outros investigadores rebateram esta ideia, centrando-se nas lascas e nos seus derivados (Light-duty tools), entendendo que os seixos talhados eram, sobretudo, núcleos e, portanto, resíduos de talhe.
Há poucos estudos que associem as ferramentas Olduvaiense a funções concretas, salvo a aparição de alguns ossos com marcas de descarnado. Tão somente em Karari e Koobi Fora dispõe-se de alguma análise traceológica com peças do "Olduvaiense evoluído" (c. 1,5 milhões de anos). Nelas pôde ser constatado que tais instrumentos foram empregues para cortar carne, segar plantas (gramíneas) e trabalhar na madeira. Este último dado indica, pelo outro lado, que o Olduvaiense devia incluir entre as suas ferramentas alguma peça de madeira.

### O modo de vida Olduvaiense
Sidi Abderrahman, Douar-Doum, etc., estão em antigas praias marinhas, atualmente terraços, devido às mudanças geológicas e climáticas do Plio-Pleistoceno. Outros, como Aïn Hanech ou Reggan, localizam-se em terraços fluviais, ou seja, antigas planícies aluviais cortadas pelo leito atual de algum rio ou arroio estacional.
Na África oriental, os sítios arqueológicos do Rift costumam associar-se a ambientes flúvio-lacustres, em praias de rios ou lagos flutuantes, em zonas de abundância de água, mas de escassa profundeza, onde se desenvolviam florestas-galeria e abundante vegetação ripícola e junto a ambientes abertos de savana. Isto sabe-se pelo tipo de sedimento que engloba os sítios, bem como pelos restos de fauna (há peixes, hipopótamos, crocodilos, mas também equídeos, elefantes, suínos…) e pelos restos de pólen que ajudam a reconhecer a vegetação circundante. Como exceção, o sítio de Kanjera parece ser encravado em plena pradaria, de acordo com os restos sedimentares de fauna e de pólen.
Os sítios arqueológicos do sul do continente associam-se a cavidades cársticas num ambiente misto de florestas e pradaria. Os sedimentos, neste caso, não são flúvio-lacustres, mas os presumíveis assentamentos estão significativamente perto das fontes de água.

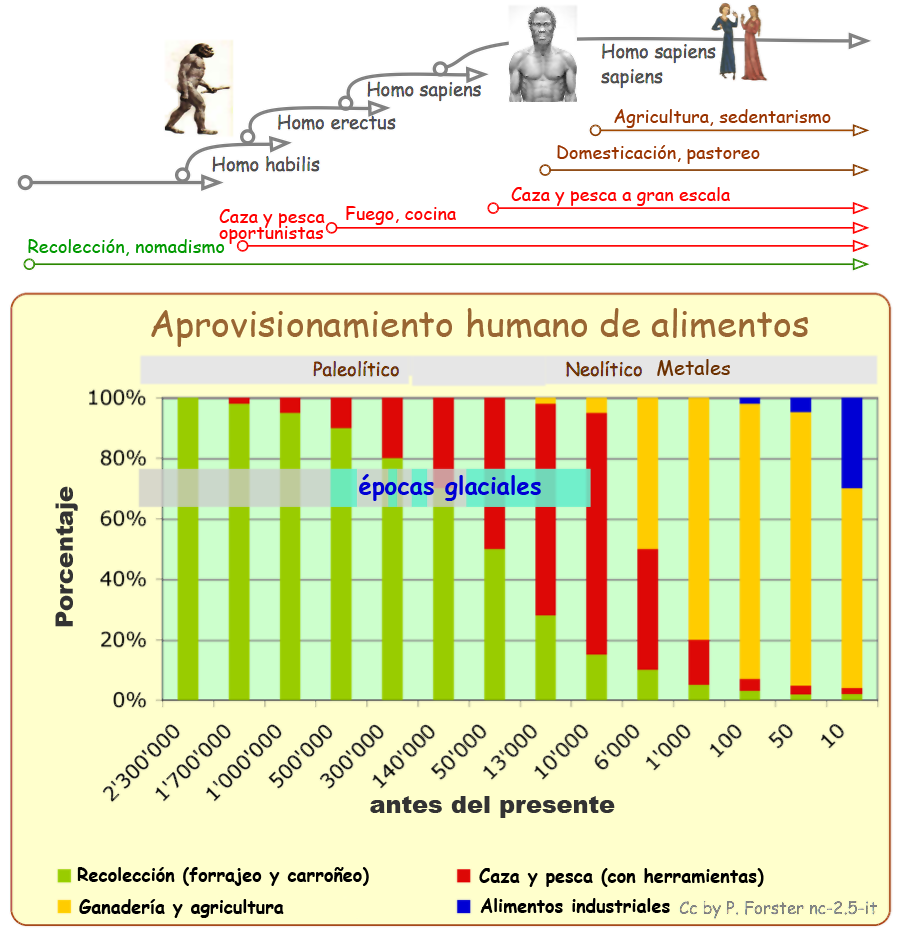
História da dieta humana
(a verde a importância de forragem+carniça)

Até faz umas décadas dava-se especial importância ao papel da caça na subsistência dos primeiros humanos, sendo concebida uma hipótese na qual os hominídeos eram caçadores não especializados que levavam as suas presas a um acampamento base onde compartilhavam a comida. A revisão destas ideias foi muito severa, sobretudo desde o colóquio internacional de 1968, «Man the hunter».
Possivelmente os fabricantes de ferramentas Olduvaienses fossem forrageadores e carniceiros. O consumo de carne foi constatado nos estudos do desgaste da dentição de alguns exemplares de australopitecos de Makapansgat há, ao menos, três milhões de anos pelos professores Matt Sponheimer e Julia Lee-Thorp. A princípio, o acesso a cadáveres abandonados por depredadores, ou mortos por doença, seria ocasional. Com o tempo, o acesso à carne através do o carronheu tornaria-se mais constante e organizado. Apesar disso, a caça não teria sido uma opção de sobrevivência; somente a colheita assegurava a subsistência diária. O Homo habilis seria primariamente vegetariano, forrageador, e, marginalmente, um carniceiro ocasional que se servia das suas ferramentas para poder cortar pedaços de tamanho manejável com a maior rapidez possível, e assim pôr-se a salvo de seguida para evitar o confronto direto com carniceiros mais poderosos. Há bastantes vestígios de que estes hominídeos foram presas de grandes carnívoros, como qualquer outro animal. Homo erectus (sensu lato) já seria, à parte de forrageiro, um carniceiro mais sistemático e organizado, capaz de disputar a carne a outros animais.
Segundo alguns estudos, a mudança de uma dieta vegetariana para outra mais onívora —a qual incluía carne com certa frequência— provocou uma redução do tamanho de aparelho digestivo, que é a parte do corpo que mais energia consome. Aparentemente, a energia que se pouparia com este novo regime alimentício seria aproveitada pelo cérebro, que é o órgão que mais calorias gasta (note-se que num caso se trata de um sistema biológico e no outro somente de um órgão), isto propiciou o seu rápido crescimento. A dieta onívora e, sobretudo, o consumo de carne, também obriga a uma maior organização social: tem de cooperar e planejar mais que na simples procura de forragem. Ou seja, a interação intra-grupal dos humanos tornou-se mais complexa e essa necessidade de interatuar mais intensamente precisava um sistema de comunicação mais sofisticado (linguagem?).

Desconhece-se o grau de estabilidade dos grupos, o seu tamanho e a sua territorialidade; mas sabe-se pelos dados arqueológicos que visitavam o mesmo sítio várias vezes. Em alguns lugares excepcionalmente conservados aprecia-se o que parecem acampamentos, quer para se fornecerem de alimento, quer para se protegerem dos depredadores ou da intempérie: a concentração de restos de fauna e ferramentas líticas de Kanjera, ou a de vários pontos da Toba KBS, de Koobi Fora é tão importante que somente se poderia explicar pela reiterada presença de hominídeos no que seria um assentamento provisório.

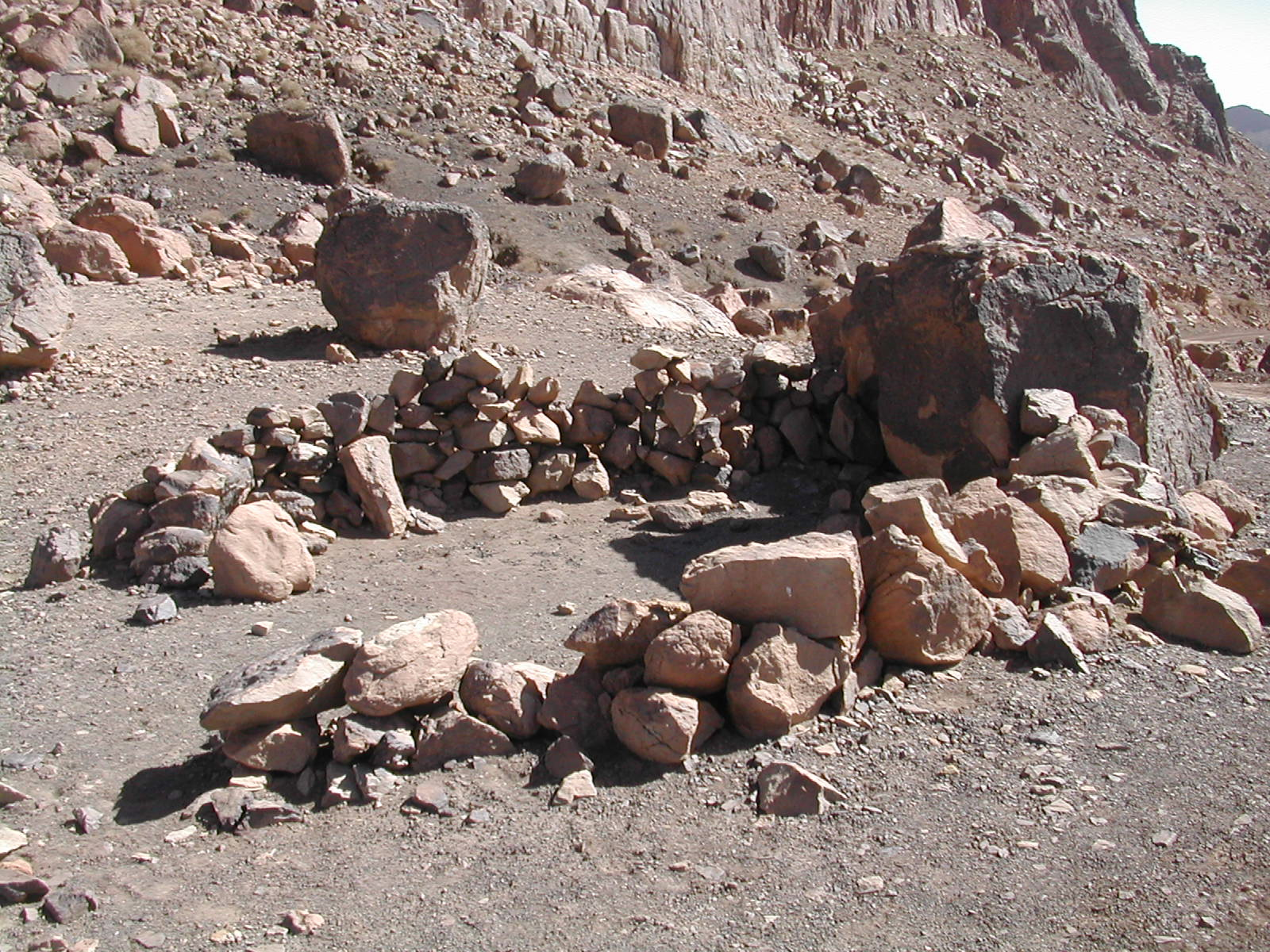
Pára-ventos de seixos, África

De diferente estilo seriam as estruturas construtivas localizadas tanto em Olduvai como em Gomboré I. Neste último, foi exumado o que parece ser um pequeno amontoamento intencional de seixos (manuports), que deveu servir de estrutura para suster algum tipo de pára-ventos ou talvez uma barreira de espinhos contra depredadores. Em Olduvai, o chamado "nível DK 1", situado numa zona inferior do "Leito I", apareceu um círculo de pedras, a jeito de pavimento, rodeado de um pequeno muro de seixos; seria o mais próximo ao antecedente das futuras cabanas; DK 2 e 3 acumulam mais de um milhar de objetos talhados, enquanto vários pontos dos níveis "FLK" (parte superior do leito I e muro do leito II) superam igualmente o milhar de peças líticas.
Não usavam roupa de abrigo e, embora conhecessem o fogo, é improvável que o dominassem. Os indícios achados na caverna de Swartkrans estão numa fase ainda prematura demais para podermos saber se os hominídeos sabiam controlar o fogo ou tão somente o aproveitaram de maneira oportunista. A mesma questão foi concebida em outros sítios.